# هاري أوتيس
هاري أوتيس (بالإنجليزية: Harry Otis)‏ هو لاعب كرة قاعدة أمريكي، ولد في 5 أكتوبر 1886 في ويست نيو يورك في الولايات المتحدة، وتوفي في 29 يناير 1976 في تينيك (نيوجيرسي) في الولايات المتحدة.

## وصلات خارجية
- هاري أوتيس على موقعبيزبول رفرنس.كوم (الدوري الرئيسي) (الإنجليزية)
- هاري أوتيس على موقعبيزبول رفرنس.كوم (الدوري الثانوي) (الإنجليزية)